# サリー・マーシュ
サリー・マーシュ（Surrey Marshe、本名：Solveig Mellomborgen、1947年11月11日 - ）は、ノルウェー出身のアメリカ合衆国の男性向雑誌PLAYBOY誌・1967年1月号のプレイメイト。彼女の中央見開き折込ページ（センターフォールド）は、アレクサス・アーバ (Alexas Urba) によって撮影された。本名のソルヴェイグ (Solveig) は、「ロード・オブ・サン (Road of Sun) 」を意味する。
サリーはPLAYBOY誌撮影当時、ニューヨークのプレイボーイ・クラブでバニーガールとして働いていた。
1969年に彼女は『The Girl in the Centerfold: The Uninhibited Memoirs of Miss January（センターフォールドの女の子：ミス1月の制約されない回顧録）』という、PLAYBOYの好ましくない部分に着目した本を書いた。

## 著書
- Marshe, Surrey; Robert A. Liston (1969). The Girl in the Centerfold: The Uninhibited Memoirs of Miss January. New York: Delacorte. pp. 181 p